# Bassem Akiki
Bassem Akiki (ur. 1983 w Libanie) – polsko-libański dyrygent, kompozytor i doktor sztuki, współpracuje z wieloma orkiestrami i teatrami muzycznymi na świecie.

## Życiorys
Bassem Akiki studiował filozofię na Lebanese International University (Bejrut). Ukończył z wyróżnieniem dyrygenturę chóralną na Akademii Muzycznej w Krakowie, a z wynikiem celującym dyrygenturę symfoniczno-operową na Akademii Muzycznej we Wrocławiu. Wykształcenie w dziedzinie filozofii pozwoliły Bassemowi Akiki na przeanalizowanie związków filozofii z muzyką. Po przygotowaniu pracy magisterskiej, traktującej o relacji pomiędzy Richardem Wagnerem, Fryderykiem Nietzsche a Richardem Straussem, dyrygent przygotował i obronił rozprawę doktorską pt. Antropocentryzm i teocentryzm w muzyce XXI wieku na przykładzie opery Petera Eötvösa Angels in America na Uniwersytecie Muzycznym Fryderyka Chopina w Warszawie. Opera ta została wykonana po raz pierwszy w Polsce właśnie pod jego batutą, w ramach festiwalu Opery Współczesnej w październiku 2012 roku we Wrocławiu.
Muzyczne zainteresowania Bassema Akiki skupiają się wokół muzyki Zachodu i Wschodu, których wzajemne wpływy stanowiły temat wykładów, które artysta prowadził w latach 2007–2009 w Uniwersytecie im. Phillipsa w Marburgu (Niemcy). Prowadził także wiele kursów mistrzowskich między innymi w Queen Elisabeth Music Chapel w Waterloo, w Akademii Operowej przy Operze Królewskiej La Monnaie w Brukseli i w Swarthmore College w Stanach Zjednoczonych.
Bassem Akiki zadebiutował w wieku 24 lat prowadząc przedstawienie „Traviata” G. Verdiego z zespołem Opery Wrocławskiej, gdzie do 2013 roku był dyrygentem, a od 2013 roku rozpoczął indywidualną karierę artystyczną przygotowaniem premiery „Jolanta” P. Czajkowskiego i „Zamek Sinobrodego” B. Bartóka w Teatrze Wielkim w Warszawie, których pierwszy premierowy spektakl poprowadził Valery Giergiev, a drugim pokierował Bassem Akiki.
Artysta posiada bogaty repertuar symfoniczny oraz dyryguje takimi dziełami operowymi jak: „Così fan tutte”, „Don Giovanni”, „Czarodziejski flet” W.A. Mozarta; „Traviata”, „Rigoletto”, „Falstaff”, „Nabucco” G. Verdiego; „Carmen” G. Bizeta; „Kobieta bez cienia”, „Kawaler srebrnej róży” R. Straussa; „Opowieści Hoffmanna” J. Offenbacha; „Cyganeria”, „Turandot” G. Pucciniego; „Borys Godunow” M. Musorgskiego; „Matka czarnoskrzydłych snów” H. Kulenty, „La libertà chiama la libertà” E. Knapika.
Poza klasycznym repertuarem Bassem Akiki przygotował i dyrygował światowymi premierami dzieł współczesnych kompozytorów. W 2012 roku przygotował i poprowadził światową prapremierę opery Slow man N. Lens/J. M Coetzee w Teatrze Wielkim w Poznaniu. W 2014 roku zadebiutował w Teatrze La Monnaie w Brukseli przygotowując premierę spektaklu „Shell Shock” N. Lens/N.Cave, wykonanym w 2018 roku pod batutą tego dyrygenta w paryskiej sali koncertowej podczas światowych obchodów 100 lecia zakończenia I wojny światowej, w lutym 2015 roku przygotowywał i poprowadził w brukselskim królewskim teatrze operowym światową premierę opery Medúlla z muzyką Björk, w 2019 roku odbyła się premiera spektaklu „Frankenstein” M. Grey w opracowaniu muzycznym Bassema Akiki,  Orfeo and Majnun oraz ostatnią operą Philippe Boeasmansa On Purge Bebe w grudniu  2022 w La Monnaie w Brukseli .
Rozwój kariery przyniósł poszerzenie repertuaru o kolejne nagradzane spektakle: „Romeo i Julia” Ch. Gounoda –Złota Maska za najlepszy spektakl operowy w 2017 roku w woj. Śląskim oraz Złote Maski dla solistów.
Bassem Akiki jest gościnnym dyrygentem w  teatrach operowych i filharmoniach w Polsce (Teatr Wielki Opera Narodowa w Warszawie, Teatr Wielki w Poznaniu, Narodowe Forum Muzyki NFM we Wrocławiu, Narodowa Orkiestra Symfoniczna Polskiego Radia w Katowicach, Teatr Wielki w Łodzi, Opera i Filharmonia Podlaska w Białymstoku, Filharmonia w Szczecinie, w Łodzi i w innych) i na świecie (Opera Królewska La Monnaie w Brukseli, Chamber Orchestra of Philadelphia, Féstival d’Aix-en-Provence in FranceFilharmonia w Paryżu, sala koncertowa Konzerthaus w Wiedniu, Teatr w Madrycie oraz w Urugwaju).
Od stycznia 2016 roku do stycznia 2020 zajmował stanowisko dyrektora artystycznego Festiwalu Noworocznego Narodowego Forum Muzyki we Wrocławiu. W 2016 roku został nominowany do najważniejszej operowej nagrody International Opera „Awards 2016 w kategorii „Najlepszy dyrygent młodego pokolenia”. W latach 2018–2019 był dyrektorem artystycznym w Operze Śląskiej w Bytomiu. Podczas pracy w Operze Śląskiej został nagrodzony – został laureatem XII Teatralnych Nagród Muzycznych im. Jana Kiepury w 2018 roku w kategorii najlepszy dyrygent.
W 2020 roku Fryderyka w kategorii najwybitniejsze nagranie muzyki polskiej oraz Album Roku Muzyka Symfoniczna otrzymała płyta 100 NA 100. MUZYCZNE DEKADY WOLNOŚCI z utworem nagranym m.in. pod kierownictwem i batutą Bassema Akiki.
Od lipca 2020  pełnił funkcję dyrektora muzycznego Opery Wrocławskiej.  Poprowadził spektakle i koncerty z artystami występującymi na największych światowych operowych scenach.  Spektakl „Tosca” został nagrodzony pięcioma statuetkami Teatralnych Nagród Muzycznych im. Jana Kiepury, Bassem Akiki otrzymał statuetkę w kategorii najlepszy dyrygent. Pracę na stanowisku dyrektora muzycznego w Operze Wrocławskiej zakończył we wrześniu 2022. 
Pierwsze wykonanie kompozycji Bassema Akiki prawykonanie utworu „Huis Clos” odbyło się w dniu 27 sierpnia 2020 r. na XX Festiwalu Sinfonia Varsovia Swojemu Miastu w Warszawie.
Płytę "Mykietyn"  z utworami ''II koncert na wiolonczelę i orkiestrę symfoniczną, Hommage à Oskar Dawicki, z udziałem Marcina Zdunika i NFM Filharmonii Wrocławskiej pod dyrekcją Bassema Akiki i Benjamina Shwartza nagrodzono Fryderykiem w kategorii Album Roku Muzyka Współczesna w 2022 roku  oraz nominowano do International Classical Music Awards 2023,, nagrodę ŚWIATOWA PREMIERA   otrzymał spektakl Alexander Raskatov: Folwark zwierzęcy (Holenderska Opera Narodowa) pod kierownictwem muzycznym tego artysty.